# James Morrison (skuespiller)
 For alternative betydninger, se James Morrison. (Se også artikler, som begynder med James Morrison)
James Morrison (født 21. april 1954 i Bountiful, Utah) er en amerikansk skuespiller.
Som professionel teaterskuespiller har Morrison spillet professionelt skuespil siden de tidlige 1980'ere og har vundet priser som Los Angeles Drama Critics Circle Award for Bedste Optræden . Han har også instrueret teaterproduktioner.
På tv har Morrison været gæstestjerne i serier som Frasier, X-Files, Interne Affærer, Præsidentens mænd og Six Feet Under.
Morrison arbejder ofte sammen med producerne Glen Morgan og James Wong, og spillede en central rolle i deres serie Space: Above and Beyond  fra 1995. Han arbejdede også sammen med Wong om filmen The One hvori Morrison spiller Jet Lis bedste ven.
Morrisons seneste rolle er som lederen af Counter Terrorist Unit Los Angeles Bill Buchanan i 24 Timer. Han begyndte som en gæstestjerne halvvejs gennem den fjerde sæson (2005) og medvirkede også i sæson 5, hvor han var leder af CTU, sæson 6 og sæson 7, hvor Buchanan dør.
Morrison har også udgivet poesi og er yogalærer.

## Eksterne links
- James Morrison på Internet Movie Database (engelsk)
- James Morrison på Scope
- James Morrison på Svensk Filmdatabas (svensk)
- James Morrison på AlloCiné (fransk)
- James Morrison på AllMovie (engelsk)
- James Morrison på Rotten Tomatoes (engelsk)
- James Morrison på The Movie Database (engelsk)